# Korzár
Korzár – słowacki dziennik ukazujący się w Koszycach. Jest największym dziennikiem regionalnym na Słowacji.
W 2016 roku funkcję redaktora naczelnego objął Jaroslav Vrábeľ.